# Spontane Ordnung
Die Spontane Ordnung ist eine Theorie zum unbeabsichtigten Aufkommen von Ordnung aus vermeintlichem oder tatsächlichem Chaos. Sie überträgt bekannte Phänomene aus den Naturwissenschaften, wie die Evolution der Arten, auf die menschliche Gesellschaft. Theoretiker des Begriffs der „spontanen Ordnung“ betonen, dass viele Bräuche und Institutionen nicht das Ergebnis eines absichtlichen Entwurfs, sondern die Folge von vielen einzelnen Handlungen sind.

## Naturwissenschaft
In der Thermodynamik folgt spontane Ordnung aus der gebrochenen Symmetrie zwischen dem Prinzip der Entropie und der Maximum-Entropie-Methode, was die Präferenz der Natur für den Weg des geringsten Widerstandes widerspiegelt.

## Herkunft des Begriffs für menschliche Gesellschaften
Eine soziale Ordnung wird oft definiert als Existenz von vorhersehbaren Verhaltensmustern oder das Vorkommen von kooperativem Verhalten.
Zurückgeführt werden Wurzeln der Theorie der spontanen Ordnung oft insbesondere auf Denker der schottischen Aufklärung. David Hume beschrieb, wie Konventionen stillschweigend entstehen können, ohne eine ausdrückliche Vereinbarung der Parteien. Adam Ferguson schrieb, das Nationen auf Einrichtungen basieren, die nicht die Ausführung eines genau so geplanten menschlichen Entwurfs sind. Auch die Theorie von Adam Smith, wonach Marktteilnehmende Resultate produzieren, die nicht so beabsichtigt waren (verbunden mit der Theorie der Unsichtbaren Hand), bildet ein Fundament der Theorie. Populär wurde der Begriff „spontane Ordnung“ selbst jedoch erst im 20. Jahrhundert, erfunden wurde der Begriff vom Chemiker Michael Polanyi.

## Verwendungen des Begriffs

### Hayek und Märkte
Populär wurde der Begriff „spontane Ordnung“ vor allem durch die Publikationen von dem Ökonomen Friedrich Hayek, welcher die Marktwirtschaft als eine spontane Ordnung ansah. Das Konzept war eine Erweiterung seiner bestehenden Argumentation für die Marktwirtschaft und gegen die Planwirtschaft im Kalten Krieg. Der Markt ermöglicht nach Hayek eine Vermeidung von Chaos und eine „effizientere Verteilung der Ressourcen einer Gesellschaft als jede Art von Design.“ Die spontane Ordnung basiere im Gegensatz zu anderen Systemen nicht auf Befehlen, wobei Befehle und Gehorsam weiterhin vorkommen.
Das Konzept der spontanen Ordnung erklärt nach Hayek sowohl Geld und Märkte als auch viele weitere Institutionen. Ein gewisses Level der Harmonie zwischen der verschiedenen Elementen sei jedoch für die Ordnung notwendig, um kooperativ zu arbeiten. Dieses Konzept der spontanen Ordnung verbreitete sich auch bei anderen Vertretern der Österreichischen Schule der Ökonomie. Der ordoliberale Ökonom Franz Böhm unterstützte die Markt-Ansicht von Hayek, war jedoch der Ansicht, dass es aktiven Handeln des Souveräns (Staates) bedarf, um die Marktordnung zu kreieren.
Ein Kritiker des Konzeptes vom Markt als spontane Ordnung war der Wirtschaftshistoriker Karl Polanyi. Nach der Argumentation von Polanyi sind Märkte nicht „natürlich“ und „spontan“ entstanden, sondern entsprangen bewussten Handlungen der Herrschenden. Laissez-faire war eine beabsichtigte Handlung. Unter anderem der Anthropologe David Graeber sieht die Entstehung von Märkten ebenfalls nicht als spontan an. Bedingungen für die Marktwirtschaft, wie die Verbreitung des Geldes, wurden demnach durchaus mit Absicht von Regierungen zur Organisation der Wirtschaft eingeführt. Staatenlose Gesellschaften tendierten hingegen zu keiner Marktwirtschaft.

### Anarchismus
Anarchisten vertreten die Auffassung, dass menschliche Gesellschaften ohne Autoritäten besser funktionieren. Der Naturzustand sei, dass Menschen harmonisch und frei miteinander leben. Anarchie führe zu einer „spontanen Ordnung“. Das politische Spektrum umfasst das ganze politische Spektrum, darunter sowohl die extreme Rechte, welche auf die Herrschaft des Marktes setzt, als auch die extreme Linke, welche auf den Kommunismus als Ziel beim Wegfallen des Staates setzt. Einer der Theoretiker des Anarchismus war Pierre-Joseph Proudhon. Er argumentierte für das Prinzip des Mutualismus (Ökonomie) als Ordnung. Laut Proudhon ist die Freiheit ist „nicht die Tochter, sondern die Mutter der Ordnung“.
Das Konzept der spontanen Ordnung wurde auch in den Arbeiten der russischen Slawophilen, insbesondere bei Dostojewski verwendet und ist verwandt mit dem Konzept der Sobornost. Diese nahm Tolstoi als Grundlage der Ideologie des Christlichen Anarchismus. Lenin diente die Sobornost als Basis seiner Reformen, um eine vereinigende Kraft der Obschtschina im präsowjetischen Russland zu bezeichnen.